# 八代村 (山口県)
八代村（やしろそん）は、山口県熊毛郡にあった村。現在の周南市八代にあたる。

## 地理
- 山岳：烏帽子岳

## 歴史
- 1889年（明治22年）4月1日 - 町村制の施行により、近世以来の八代村が単独で自治体を形成。
- 1956年（昭和31年）9月30日 - 三丘村・高水村・勝間村と合併して熊毛町が発足。同日八代村廃止。